# Edith Peters

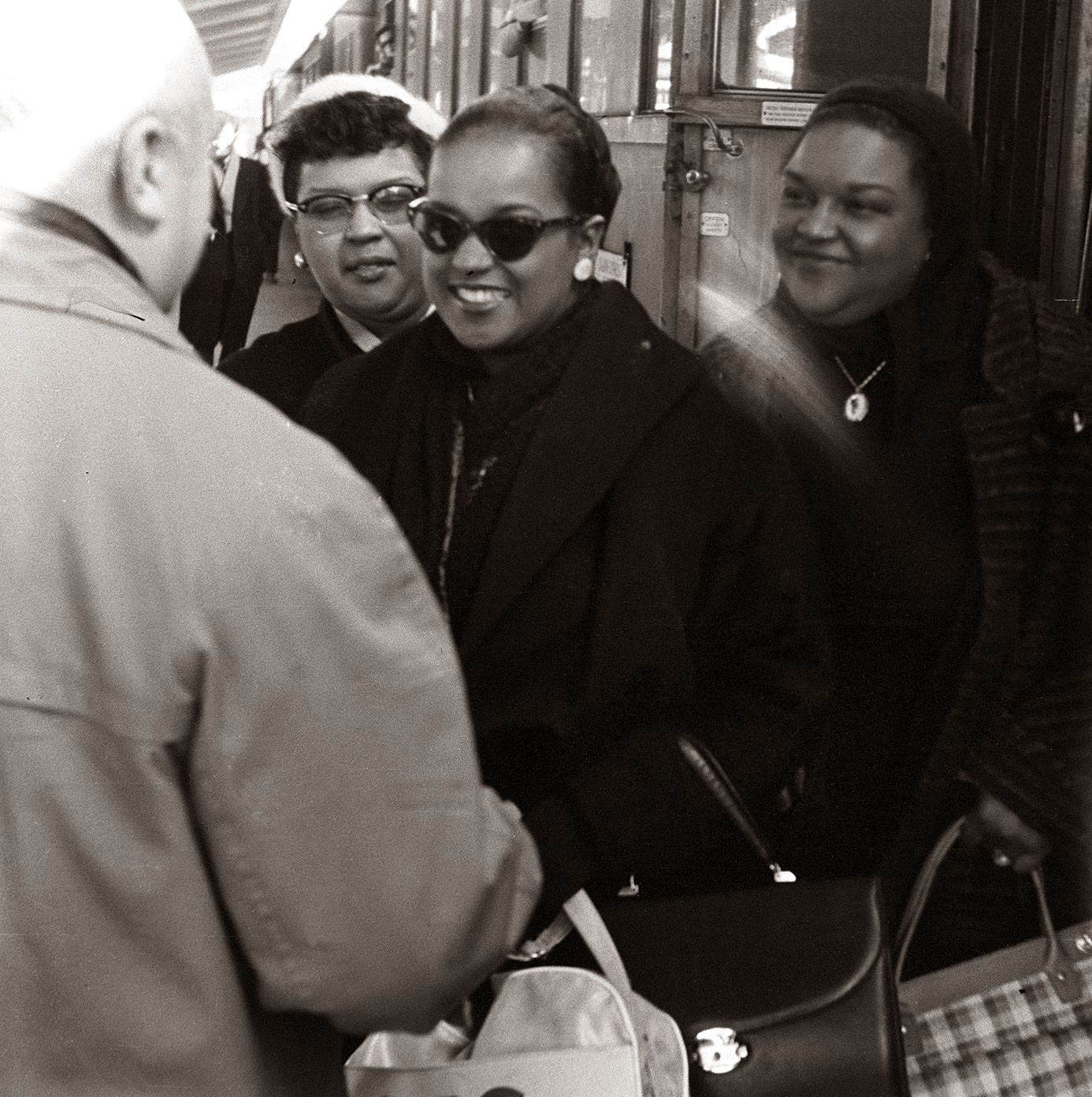
Edith Peters

Edith Arlene Peters (* 14. April 1926 in Los Angeles; † 28. Oktober 2000 ebenda) war eine US-amerikanische Sängerin und Schauspielerin.

## Leben
Peters war die vierte von fünf Schwestern; Virginia, Mattye und Anne traten als The Peters Sisters auf, Edith bildete mit Joyce ein Duo. Seit den 1940er Jahren war die farbige Sängerin regelmäßig in Nachtclubs zu Gast. 1958 ging Edith nach Italien, wo sie ihren Manager Silvio Catalano heiratete. Ab 1960 war sie in zahlreichen Filmen in Nebenrollen zu sehen; bereits in den Vereinigten Staaten waren sowohl Edith wie ihre Schwestern mit Gesangseinlagen für Filme engagiert worden. Sie blieb als Sängerin weiterhin aktiv und nahm zahlreiche Titel auf.

## Filmografie (Auswahl)
- 1957: Sag es mit Musik (Quiéreme con musica)
- 1960: …und vor Lust zu sterben (Et mourir de plaisir)
- 1960: Robin Hood und die Piraten (Robin Hood e i pirati)
- 1961: Das Jüngste Gericht findet nicht statt (Il giudizio universale)
- 1961: Das Leben ist schwer (Una vita difficile)
- 1961: Ein Stern fällt vom Himmel
- 1962: Achilles (L’ira di Achille)
- 1963: Maskenball bei Scotland Yard
- 1964: Due mafiosi nel Far West
- 1966: Die Trampler (Gli uomini dal passo pesante)
- 1966: Unser Mann in Rio (Se tutte le donne del mondo)
- 1980: Der gezähmte Widerspenstige (Il bisbetico domato)